# پتیزویل (اوهایو)
پتیزویل (به انگلیسی: Pettisville) یک منطقهٔ مسکونی در ایالات متحده آمریکا است که در اوهایو واقع شده‌است. پتیزویل ۲٫۵ کیلومتر مربع مساحت و ۴۹۸ نفر جمعیت دارد و ۲۳۰٫۱۳ متر بالاتر از سطح دریا واقع شده‌است.